# Кацураґі Місато
Місато Кацураґі (яп. 葛城 ミサト) – одна з головних персонажів аніме-серіалу «Neon Genesis Evangelion», оперативна командуюча NERV, капітан, пізніше – майор.
Це найважливіший з усіх дорослих персонажів серіалу, а за детальністю показу та степенем розкриття характеру поступається лише головному герою Ікарі Шінджі. В аніме Місато Кацураґі оперативний командувач NERV, капітан, пізніше – майор. Вона обіймає посаду офіцера з тактики і  керує бойовими діями Євангеліонів проти Ангелів. Головні персонажі-підлітки Рей Аянамі, Аска Ленглі Сор'ю, Шінджі Ікарі є її прямими підлеглими як пілоти Єв

## Факти біографії (передісторія подій серіалу)
У дитинстві разом зі своїм батьком знаходилася в епіцентрі Другого Удару. Батько врятував її життя але загинув сам.  Тривалий час після цього була в стані депресії та відмовлялася спілкуватися з іншими. Легкість в спілкуванні та балакучість Місато це значною мірою компенсація тих років мовчання. Носить хрест як нагадування про батька. З Ріцуко Акаґі та Рьоджі Каджі познайомилася ще під час навчання. Рано вступила у сексуальні відносини з Каджі, якого вона кинула, коли зрозуміла, що він нагадував їй батька.

## Характер та поведінка
Служить в NERV не заради нагород чи кар’єри, а заради помсти ангелам і порятунку світу. Не боїться брати на себе відповідальність під час операцій по знищенню Ангелів. На роботі Місато зосереджена та дисциплінована, поза роботою вона розслабляється - неакуратна та легковажна. Живе теперішнім не загадуючи на майбутнє. Зловживає алколголем - постійно п’є пиво у великих кількостях. Перекладає свої домашні обов’язки на підлеглих, не вміє готувати. Поселила у себе Шінджі і, пізніше й Аску. Схоже не стільки для того, щоб наглядати за ними (це був офіційний привід), а для того, щоб було веселіше. Дома ставиться до своїх постояльців як до молодших родичів, а не як до підлеглих. З ними також живе пінгвін Пен-пен, що адаптувався до навколишнього середовища.